# Operace Kryptonite
Operace Kryptonite probíhala v první polovině února 2007 a byla součástí operace Achilles. Účastnila se jí britská, nizozemská a afghánská vojska. Cílem operace bylo zajistit přehradu Kadžaki, která měla být v rámci obnovy země opět spuštěna. V okolí přehrady došlo jen ke sporadické střelbě, ale město Musa Qala bylo dobyto až po deseti dnech.

## Boj
Koaliční a afghánská vojska spustila útok o víkendu 10. a 11. února 2007. Před pozemním útokem došlo jen k omezeným náletům, aby se předešlo poškození přehrady. Přehrada měla velký význam jak pro obě bojující strany, tak pro civilisty, což byl zřejmě hlavní důvod proč ji Taliban při ústupu nezničil. Při postupu k přehradě se koaliční vojska dostala pod palbu z lehkých zbraní, ale i přes nepřátelskou přesilu byla schopna přimět Tálibán k ústupu. V pondělí brzy ráno došlo k leteckému útoku na pozice Talibanu mezi městem Musa Qala a přehradou. Při útoku byl zabit významný tálibánský velitel Mullah Manan. Následně již povstalci nebyli schopni efektivně čelit koaličním vojskům a jejich činnost se soustředila na bezpečný přesun z oblasti. Podle mluvčího NATO plukovníka Toma Collinse používal Taliban při ústupu civilisty jako lidské štíty.

## Následky
Taliban sice nepřistoupil ke zničení přehrady, ale bylo poškozeno několik klíčových komponent přehrady. To prodloužilo čas potřebný na znovuuvedení přehrady do provozu, což bylo pro NATO klíčové pro získání podpory civilního obyvatelstva. Koaliční vojska neutrpěla žádné ztráty a nepodařilo se zjistit ani přesné počty usmrcených či zraněných povstalců. Několik bojovníků Talibanu padlo do zajetí. Podle prohlášení NATO nebyl v boji zabit žádný civilista, a to i přes používání živých štítů. Toto tvrzení ale odmítají místní představitelé.